# بخش مرکزی شهرستان گتوند
بخش مرکزی شهرستان گتوند، بخش مرکزی در شهرستان گتوند در استان خوزستان در جنوب غربی ایران است.

## تقسیمات کشوری
- بخش مرکزی شهرستان گتوند
  - دهستان جنت مکان
  - دهستان کیارس

شهرها: گتوند

## جمعیت
بنابر سرشماری مرکز آمار ایران، جمعیت بخش مرکزی شهرستان گتوند در سال ۱۳۸۵ برابر با ۴۰۳۴۸ نفر بوده است.